# لایبنیتس ۵۱۴۹
سیارک ۵۱۴۹ (به انگلیسی: 5149 Leibniz، نامگذاری:6582P-L) پنج هزار و صد و چهل و نهمین سیارک کشف شده‌است که در ۲۴ سپتامبر ۱۹۶۰ کشف شد.
قدر مطلق سیارک برابر ۱۲٫۶۰ است.